# 惠特曼縣
惠特曼縣（英語：Whitman County）是美国华盛顿州東部的一個郡，東鄰爱达荷州，面積5,640平方公里。根據2020年美國人口普查，共有人口47,973人。縣治科爾法克斯（Colfax）。該縣成立於1871年11月29日，縣名紀念在1847年被卡尤加人殺死的長老會傳教士馬庫斯·惠特曼（Marcus Whitman）。